# Craspedolcus laertius
Craspedolcus laertius är en stekelart som först beskrevs av Cameron 1903.  Craspedolcus laertius ingår i släktet Craspedolcus och familjen bracksteklar. Inga underarter finns listade i Catalogue of Life.